# إرنست ويليام براون
إرنست ويليام براون (بالإنجليزية: Ernest William Brown) (29 تشرين الثاني 1866 - 22 تموز 1938) هو عالم فلك ورياضياتي إنجليزي أمريكي.

## حياته
تخرج من جامعة كامبريدج وذهب إلى الولايات المتحدة الأمريكية كان أستاذا للرياضيات في كلية هارفرد بين سنة 1891 - 1907م. وقال انه اظهر وعدا كبيرا في هذه الكلية و، في 1884، دخل كلية المسيح، كامبردج. براون حصل على درجة البكالوريوس في 1887 عندما كان في المرتبة السادسة في wrangler الرياضية tripos (أي انه كان أفضل السادسة والطلاب مع مرتبة الشرف من الدرجة الأولى في الرياضيات). وقال انه حصل على شهادة الماجستير من جامعة كامبريدج في 1891. في ذلك العام غادر انكلترا بالنسبة للولايات المتحدة. وقبل ذلك في عام 1889، كان قد انضم الملكية الفلكيه في سنة وغادر انكلترا أول ورقة نشرت في ذلك المجتمع من الناحية النظرية على القمر.
براون عين مدرسا في الرياضيات في جامعة هارفارد في 1891 ثم في 1893، وقد رقي إلى أستاذ كرسي الرياضيات التطبيقية. في عام 1907 عين استاذا للرياضيات في جامعة ييل، وهي وظيفة حمل حتى تقاعده في عام 1932. غير ان بلده كانت كلها تقريبا في الصيف أمضى العودة في انكلترا في جامعة كمبردج.
وفي حين انه كان يعمل في كامبريدج، قبل الذهاب إلى الولايات المتحدة، وكان نصها كما يلي براون هيل 'القمرية في الأبحاث النظرية (1878) ونشر أفكاره وعلى هذا من الناحية النظرية. Newcomb كان بناء الجداول من حركة الكواكب وعندما وصلت إلى براون في الولايات المتحدة واقنعت newcomb تلة لمساعدته على العمل بها بناء على طلب المشتري وزحل. كما وهذا يعني ان هيل لم يعد العمل بناء على اقتراح من القمر، ويعتقد أن براون الميدان المفتوح وحتى نفسه وبدأ العمل في هذا المجال.
نشرة تمهيديه الاطروحه النظرية على القمر في عام 1896، ثم شرعت في نظرية جديدة من مدار القمر تقوم على تلة 'الأفكار. بدأ عمله العظيم في خمسة أجزاء في ذكريات الملكية الفلكيه بين 1897 و 1908.
بعد 30 عاما من العمل، براون نشرت له القمرية الجداول جداول للأقتراح للقمر في عام 1919. غير ان القمر ترفض بعناد ان السير على الطريق الذي يحسب لعلماء الرياضيات، وعلى رغم المحاولات التي بذلت لاتخاذ كل ما هو معقول من آثار في الاعتبار، ما زالت هناك تقلبات في الاقتراح الذي تنبئ به لا من الناحية النظرية:
براون يقترح هجوم من جانب الرصد والمراقبة باستخدام المقترحة من occultations من نجوم إلى حد أكبر مما كان حتى الآن إلى القمر خريطه الطريق وتحسين الناحية النظرية.
براون في عام 1926 نشرت ورقة فيها وارجع هذه التقلبات غير المنتظمه إلى تغييرات في الأرض فترة التناوب الذي ثبت في وقت لاحق صحيحة.
ولم براون ان يسهم إلى حد كبير نظرية مدار القمر لكنه يعمل أيضا على حركة الكواكب. كتابة عن هذا الموضوع، من الناحية النظرية الكوكبيه، وكتب بالاشتراك مع هزت كاليفورنيا، فيما يبدو، في عام 1933.
براون تلقى العديد من الجوائز لعمله. انتخب زميلا في الجمعية الملكية في سن مبكره من 31. حصل على الميدالية الذهبية للجمعية الفلكيه الملكية في عام 1907 عن أبحاثه في القمرية من الناحية النظرية، والملكية وسام الجمعية الملكية في عام 1914. حصل على وسام واتسون التابع للاكاديميه الوطنية للعلوم في عام 1937.
كما أنه كان عضوا نشطا في المجتمع الأمريكي رياضية، بوصفه رئيس المجلس من 1914 إلى 1916. أسلوب حياته، وربما نتيجة لاهتمامه في علم الفلك، هو في وصفها على النحو التالي:
وقال انه في العادة من الذهاب إلى الفراش في وقت مبكر ونتيجة لاستيقظ بين ثلاث وخمس قبل ظهر في الصباح. بعد محصنه قوية مع البن نفسه من زجاجة الترمس وقال انه مجموعة من العمل دون أن يترك سريره، والتدخين، العديد من السجائر. صاحب عمل علمية جادة وهكذا حصل على القيام به قبل الالإطار ليصل في التاسعة قبل ظهر.

## روابط خارجية
- إرنست ويليام براون على موقع الموسوعة البريطانية (الإنجليزية)
- إرنست ويليام براون على موقع إن إن دي بي (الإنجليزية)